# Stedman Gans

a Compétitions nationales et continentales officielles uniquement.

b Matchs officiels uniquement.
Dernière mise à jour le 26 novembre 2020.
Stedman-Ghee Rivett Gans, 19 mars 1997 à Vredenburg (Afrique du Sud), est un joueur de rugby à sept et rugby à XV sud-africain. Il évolue avec les Bulls en Super Rugby, et les Blue Bulls en Currie Cup et Rugby Challenge. Il joue habituellement au poste de centre ou d'ailier.

## Carrière

### de 2013 à 2015: école de rugby
Stedman Gans est né à Vredenburg où il fréquente l’école primaire avant de déménager à Pretoria où il rejoint la Hoërskool Waterkloof. Entre 2013 et 2015 il représente les Blue Bulls aux tournois des écoles secondaires. En 2013, il participe à la Grant Khomo Week des moins de 16 ans qui se tient à Vanderbijlpark, puis à la Craven Week des moins de 18 ans en 2014 à Middelburg et en 2015 à Stellenbosch. Il marque un essai dans chaque épreuve et attire l’attention des sélectionneurs nationaux qui le sélectionnent dans l’équipe d’Afrique du Sud scolaire en 2015 pour les championnats du monde des moins de 18 ans. Il marque deux essais dans le match contre le Pays de Galles, aidant son équipe à vaincre 42-11 et il bat aussi la France et l’Angleterre. 

### 2016: UP Tuks, Afrique du Sud moins de 20 ans et Blue Bulls moins de 19 ans
Au début de l'année 2016, Gans fait trois apparitions pour les UP Tuks en Varsity Cup (en), avant de rejoindre l’équipe sud-africaine des moins de 20 ans pour le Championnat du monde des moins de 20 ans 2016 qui a lieu en Angleterre. Il ne fait qu’une apparition dans leur dernier match de la compétition, lors d'une défaite 19-49 contre l’Argentine dans le match pour la troisième place.
Il rejoue six matchs pour l’équipe des Blue Bulls U19 en Championnat provincial des moins de 19 ans. Après avoir marqué des essais dans tous ses matches contre les Golden Lions U19, les Sharks U19 et l'Eastern Province U19, il marque deux essais dans la victoire contre les Leopards U19 et la Western Province U19 pour terminer la compétition en tant que meilleur marqueur de son équipe. Il aide son équipe à terminer deuxième et se qualifier pour les phases finales, mais il ne peut empêcher la défaite en demi-finale, perdant 24-34 contre les Golden Lions.

### 2017:Sevens
Stedman Gans rejoint l'académie de rugby à sept d'Afrique du Sud à la fin de 2016. Il joue au Dubai Sevens. En février 2017, il est nommé réserviste de l’équipe nationale à sept pour le tournoi des États-Unis, et une semaine plus tard une blessure de Justin Geduld l’amène dans le groupe pour le Canada Sevens de 2017 à Vancouver. Il a de nouveau nommé dans l'équipe des moins de 20 ans d’Afrique du Sud en 2017.

### 2020: Bulls en Super Rugby
En 2020, les World Rugby Sevens Series étant annulées en raison de la pandémie de Covid-19, il est sélectionné pour les Bulls de Pretoria en Super Rugby en 2020.